# 신태영 (1891년)
신태영(申泰英, 일본식 이름: 平山輔英히라야마 스케히데, 1891년 2월 1일 ~ 1959년 4월 8일)은 일제강점기의 군인이자 대한민국 육군 장성 및 정치인이며 본관은 평산이다. 일본군 장교, 학생 동원을 위한 군사교관 등으로 참전과 병력 동원을 위한 선전에 협력하여 친일반민족행위자에 이름을 올렸다.

## 생애
한성부에서 태어나, 14세 때에 대한제국의 육군유년학교에 입학하였으며 이어서 무관학교에서 수학하였다.
1912년 일본육군사관학교에 입학하여 1914년 5월 28일 제26기로 졸업하였다. 졸업 동기 중 한국인은 후에 일본군 중장을 지낸 홍사익을 비롯하여 지청천, 이응준, 조철호 등 13명이었다.
1917년 러시아 혁명을 계기로 일본이 군을 파병한 ‘시베리아 간섭전쟁’ 당시, 신태영은 북만주 이북에 파견된 일본군 연대 소속 장교로 일제의 침략 전쟁에 참가했다. 태평양 전쟁 당시 일본 제국 육군 중좌였다. 그는 특히 1943년 무렵에는 학생들을 전쟁에 동원하기 위한 ‘임시특별지원병제도 종로익찬위원회’에 참여해 병력 동원의 선전, 선동에 협력했다. 조선총독부 기관지인 ‘경성일보’에 발표한 ‘잡아라 철의 신념, 첫 출진의 목표는 야스쿠니 신사’라는 제목의 수기에서는 “제국의 신민이 되어 대화민족과 혼연일체가 되어 일본인을 중심으로 동아시아를 개척할 것”을 주장하는 한편 자신의 첫 출진의 목표가 “야스쿠니 신사(안장)”였다고 밝히기도 했다.
광복 후 육사 동기생 대부분이 남조선국방경비대에 참여하였으나, 그는 근신하는 뜻으로 군문에 들어가지 않았다. 그 뒤 여순 14연대 반란사건이 터진 이후 자진 입대, 1948년 11월 대령계급과 함께 육군본부 행정참모부장 겸 국방부 제1국장이 되었다.
1949년 준장으로 진급, 호국군참모부장이 되었으며, 1949년 10월 소장진급과 함께 제3대 대한민국 육군 참모총장이 되었으나 재임 기간 7개월 만인 1950년 4월에 스스로 물러났다. 그것은 당시의 국방부 수뇌들과 의견이 맞지 않았고, 정세 판단에서도 낙관적인 견해를 보인 당시의 미국 고문관들과 달랐기 때문이다. 한국 전쟁이 발발하자 육군 전라북도 편성관구사령관으로서 이 지역의 방어에 임하였다. 그러나 이 때도 당시의 국방장관 신성모와 작전상의 의견충돌을 빚었으며 이에 따라 1950년 7월 해임되었다. 1952년 1월 복직되면서 곧 중장으로 승진하였으며, 2개월 후 1952년 3월, 육군 중장 예편과 동시에 국방부 장관이 되어 휴전 협정이 성립되기 직전까지 1년 3개월간 재임하였다. 같은 해 대한민국 재향군인회 회장(대한 제대장병보도회 회장)도 지냈다.
1959년 사망하여 국립현충원 장군 제2묘역에 묻혔다.

## 친일반민족행위자 수록
2008년 민족문제연구소에서 친일인명사전에 수록하기 위해 정리한 친일인명사전 수록예정자 명단에 선정되었으며 2009년 친일반민족행위진상규명위원회가 발표한 친일반민족행위 705인 명단에도 포함되었다.

## 같이 보기
- 일본육군사관학교
- 신응균

## 참고 자료
- 신태영(申泰英) - 한국학중앙연구원

| 전임 채병덕 | 제3대 육군참모총장 1949년 10월 1일 ~ 1950년 4월 9일 | 후임 채병덕 |

| 전임 이기붕 | 제4대 국방부 장관 1952년 3월 29일 ~ 1953년 6월 30일 | 후임 손원일 |